# 아이온 하이퍼 HT
아이온 하이퍼 HT(영어: Aion Hyper HT)는 중국의 자동차 제조업체인 GAC 아이온에서 2023년부터 생산 중인 전기 중형 SUV이다.